# مجموعه اگزوزوم

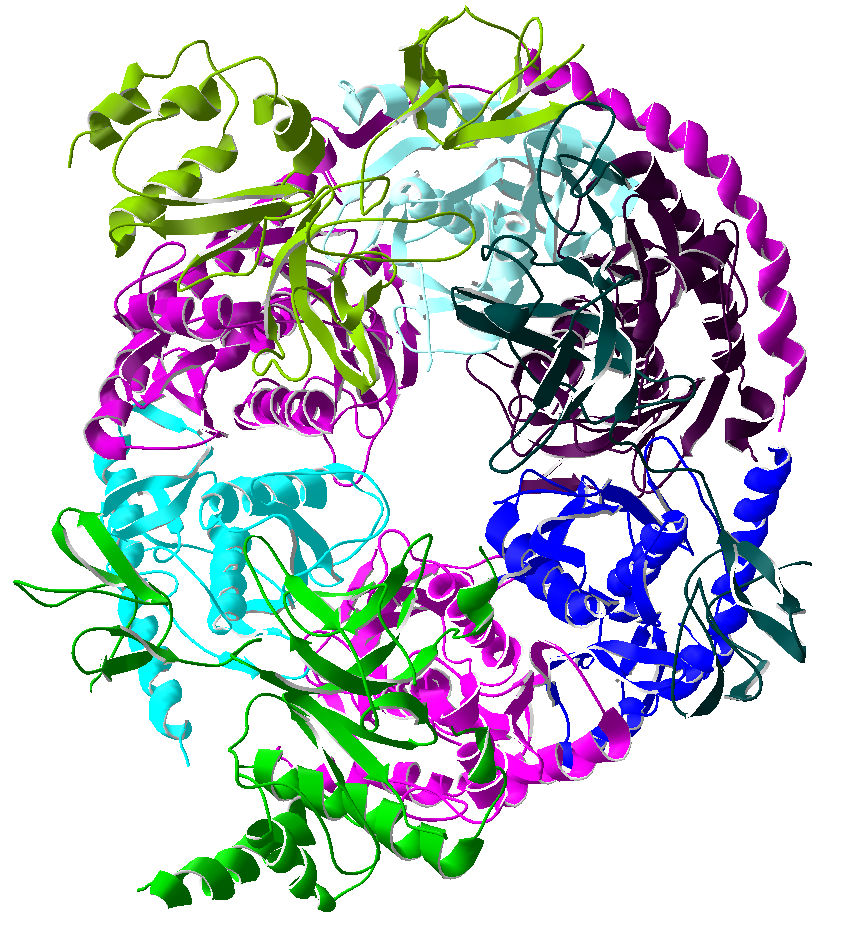
«نمای روبان» از مجموعهٔ اگزوزوم انسان. (بانک داده پروتئین) کانالی که آران‌ای در حین تجزیه از آن عبور می‌کند، در مرکز مجموعهٔ پروتئینی قابل مشاهده است.

مجموعهٔ اگزوزوم یا کُمپلکس اگزوزوم (به انگلیسی: Exosome complex) به اختصار PM/SclC، که اغلب فقط اگزوزوم نامیده می‌شود، یک مجموعهٔ درون‌سلولی چندپروتئینی است که می‌تواند انواع مختلفی از مولکول‌های آران‌ای (ریبونوکلئیک اسید) را تجزیه کند. مجموعه‌های اگزوزومی هم در سلول‌های یوکاریوتی و هم در آرکی‌ها یافت می‌شوند، این در حالیست که در باکتری‌ها مجموعهٔ ساده‌تری به‌نام دگرادوزوم، عملکردهای مشابهی را انجام می‌دهد.
هستهٔ اگزوزوم شامل یک ساختار حلقوی شش‌گانه است که پروتئین‌های دیگر به آن متصل هستند. در سلول‌های یوکاریوتی، مجموعهٔ اگزوزوم در سیتوپلاسم، هسته و به‌ویژه هستک وجود دارد. سوبستراهای اگزوزوم عبارت‌اند از آران‌ای پیام‌رسان، آران‌ای ریبوزومی و بسیاری از گونه‌های آران‌ای‌های کوچک (small RNAs). اگزوزوم یک عملکرد اگزوریبونوکلئولیتیک دارد، به این معنی که آران‌ای‌ها را از یک انتها (در این مورد انتهای ۳') تجزیه می‌کند و در یوکاریوت‌ها نیز یک عملکرد اندوریبونوکلئولیتیک دارد، به این معنی که آران‌ای‌ها را در مکان‌هایی درون مولکول می‌شکافد.
چندین پروتئین در اگزوزوم، هدف اتوآنتی‌بادی‌ها در بیماران مبتلا به بیماری‌های خودایمنی خاص (به‌ویژه سندرم همپوشانی PM/Scl) هستند. علاوه بر این، جهش در مولفهٔ ۳ اگزوزوم باعث هایپوپلازی پونتوسربرال و بیماری نورون حرکتی نخاع می‌شود.

## کشف
اگزوزوم برای اولین بار به عنوان یک ریبونوکلئاز در سال ۱۹۹۷ در مخمر جوانه‌زن ساکارومایسس سرویزیه، که یک ارگانیسم مدل و اغلب پر استفاده است، کشف شد. اندکی بعد، در سال ۱۹۹۹، مشخص شد که اگزوزوم در واقع معادل مخمری یک کمپلکس قبلاً توصیف شده در سلول‌های انسانی به نام کمپلکس PM/Scl است که سال‌ها قبل به عنوان یک اتوآنتی‌ژن (آنتی‌ژن‌هایی که در افراد دارای خودایمنی دیده می‌شود) در بیماران مبتلا به بیماری‌های خودایمنی خاص شناسایی شده بود (بخش خودایمنی را ببینید). خالص سازی «مجموعه PM/Scl» امکان شناسایی بیشتر پروتئین‌های اگزوزوم انسانی و در نهایت مشخص کردن همه اجزای این مجموعه را فراهم کرد. در سال ۲۰۰۱، مقدار فزاینده‌ای از داده‌های ژنومی سازنده اگزوزم تشخیص داده شدند که امکان پیش‌بینی پروتئین‌های اگزوزوم در آرکی‌ها را فراهم کرد، اگرچه ۲ سال دیگر طول کشید تا اولین کمپلکس اگزوزوم از یک ارگانیسم آرکی خالص شود.

## ساختار

### پروتئین‌های اصلی

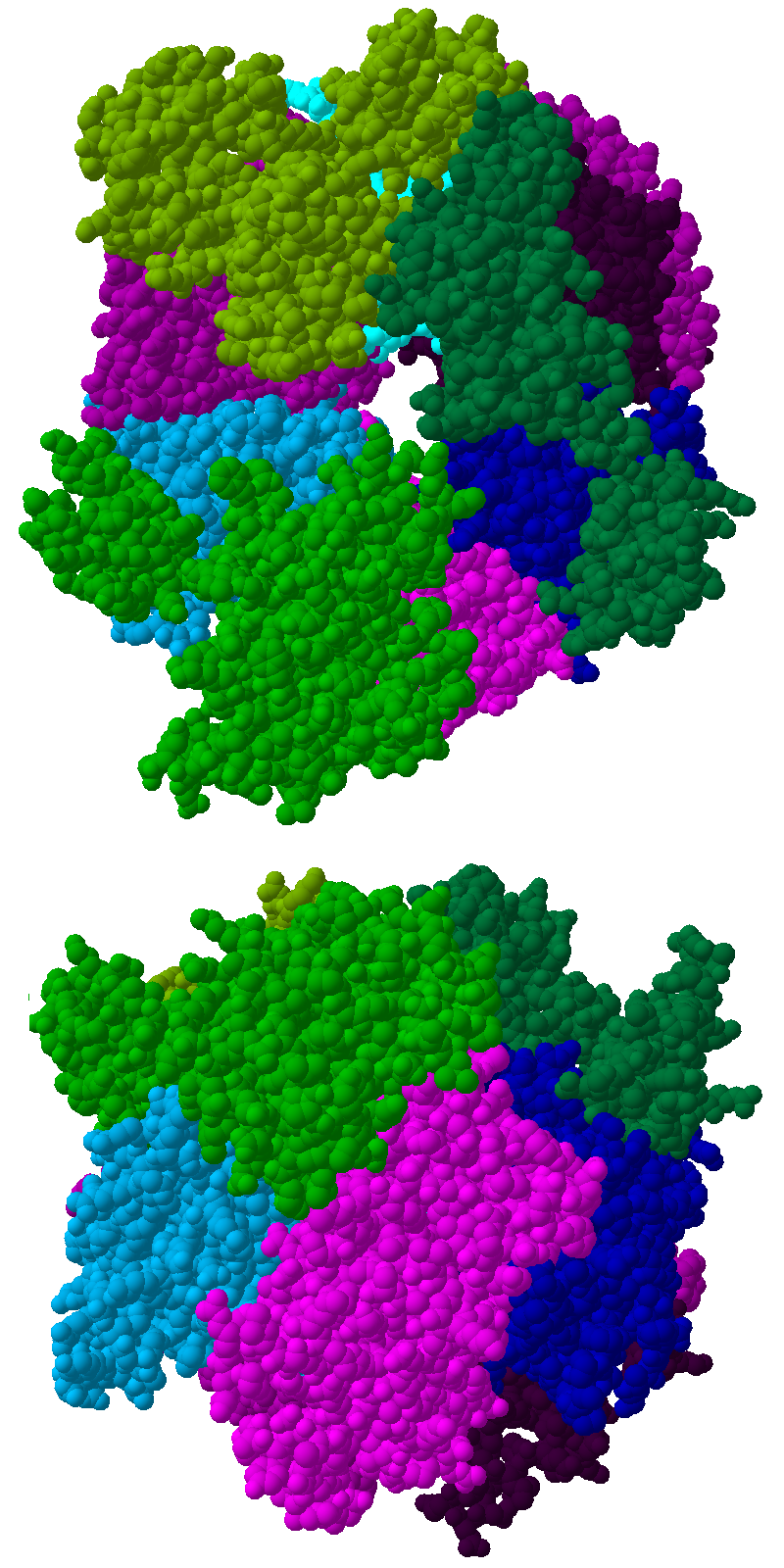
نمای بالا و کناری ساختار بلوری مجموعهٔ اگزوزوم انسانی.

هستهٔ این مجموعه دارای ساختار حلقه‌ای متشکل از شش پروتئین است که همگی متعلق به دسته‌ای از ریبونوکلئازها به نام پروتئین‌های شبه ریبونوکلئاز پی‌اچ هستند. در آرکی‌ها دو پروتئین مختلف شبه PH (به نام‌های Rrp41 و Rrp42) وجود دارد که هر کدام به صورت سه تایی و متناوب در این مجموعه قرار گرفته‌اند. مجموعه‌های اگزوزومِ یوکاریوتی دارای شش پروتئین مختلف هستند که ساختار حلقه‌ای را تشکیل می‌دهند. از این شش پروتئین یوکاریوتی، سه پروتئین شبیه پروتئین آرکیال Rrp41 و سه پروتئین دیگر بیشتر شبیه پروتئین آرکیال Rrp42 هستند.

در بالای این حلقه، سه پروتئین قرار دارند که دارای یک دامنه اتصال RNA S1 و یک دامنه K-همولوگ (KH) هستند. در یوکاریوت‌ها، سه پروتئین S1 مختلف به حلقه متصل می‌شوند، در حالی که در آرکی‌ها یک یا دو پروتئین مختلف «S1» می‌توانند بخشی از اگزوزوم باشند (اگرچه همیشه سه زیرواحد S1 به کمپلکس متصل هستند).

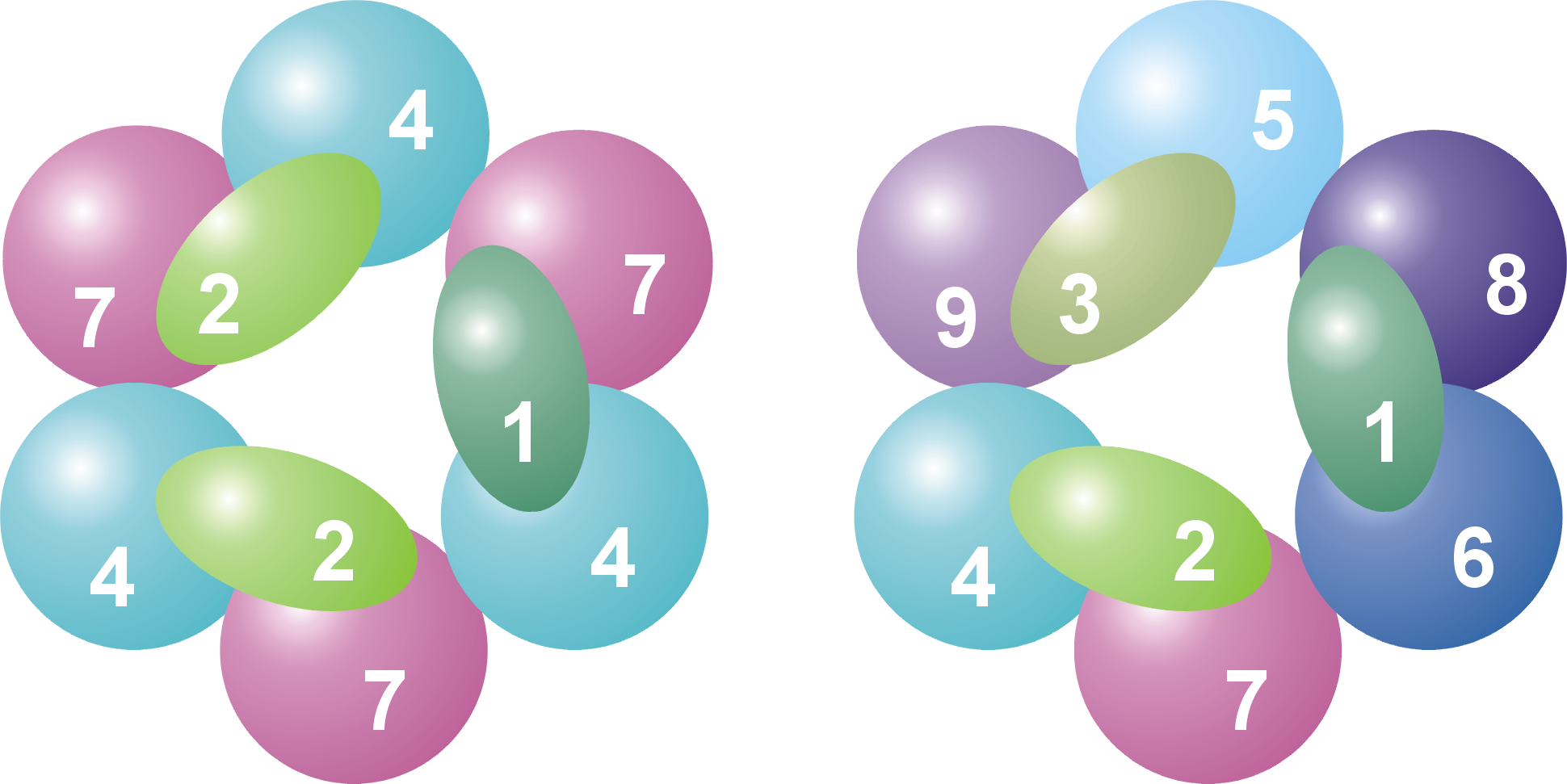
زیرواحدها و سازمان کمپلکس‌های اگزوزوم آرکی‌ها (چپ) و یوکاریوتی (راست). پروتئین‌های مختلف شماره‌گذاری شده‌اند که نشان می‌دهد اگزوزوم آرکی حاوی ۴ پروتئین مختلف است، اما اگزوزوم یوکاریوتی حاوی ۹ پروتئین مختلف است.

این ساختار حلقه‌ای بسیار شبیه به پروتئین‌های ریبونوکلئاز پی‌اچ (RNase PH) و پلی‌نوکلئوتید فسفوریلاز (PNPase) است. در باکتری‌ها، پروتئین RNase PH، در پردازش tRNA نقش دارد و یک حلقهٔ هگزامری متشکل از شش پروتئین RNase PH یکسان را تشکیل می‌دهد. PNPase که یک پروتئین تجزیه‌کنندهٔ آران‌ای فسفرولیتیک است و در باکتری‌ها و کلروپلاست‌ها و میتوکندری‌های برخی ارگانیسم‌های یوکاریوتی یافت می‌شود، یک کمپلکس تریمری با ساختاری تقریباً یکسان با اگزوزوم ایجاد می‌کند که دو دامنهٔ PH RNase و هر دو تک دامنهٔ اتصال RNA S1 و KH در این پروتئین را ایجاد می‌کنند. به دلیل شباهت زیاد در هر دو دامنهٔ پروتئینی و ساختار آن‌ها، تصور می‌شود که این مجموعه‌ها از نظر تکاملی با یکدیگر مرتبط بوده و از یک نیای مشترک پدید آمده باشند. ریبونوکلئاز PHهای شبه‌اگزوزومی، ریبونوکلئاز PH و پلی‌نوکلئوتید فسفریلازها همگی متعلق به خانوادهٔ ریبونوکلئازهای PH و نوعی ریبونوکلئازها هستند که عملکرد آنزیمی اگزوریبونوکلئاز فسفرولیتیک دارند، به این معنی که از فسفات معدنی برای حذف نوکلئوتیدها از پایانهٔ '۳ مولکول‌های آران‌ای استفاده می‌کنند.

### پروتئین‌های مرتبط
علاوه بر نُه پروتئین اصلی اگزوزوم، دو پروتئین دیگر اغلب با این کمپلکس در موجودات یوکاریوتی مرتبط هستند. یکی از این پروتئین‌ها Rrp44، یک RNase هیدرولیتیک، که به خانوادهٔ RNase R از اگزوریبونوکلئازهای هیدرولیتیک (نوکلئازهایی که از آب برای جدا کردن پیوندهای نوکلئوتیدی استفاده می‌کنند) تعلق دارد. Rrp44 علاوه بر این‌که یک آنزیم برون‌نوکلئولیتیک بوده دارای فعالیت درون‌ریبونوکلئولیتیک نیز هست که در یک دامنهٔ جداگانه از پروتئین قرار دارد. در مخمر، Rrp44 در تمام مدت با کمپلکس‌های اگزوزومی همراه است و نقش مهمی در فعالیت کمپلکس اگزوزوم مخمر دارد. در حالی که در انسان این پروتئین همولوگ (هم‌ساخت) نیز دیده می‌شود، برای مدت طولانی هیچ مدرکی مبنی بر ارتباط این پروتئین همولوگ انسانی با کمپلکس اگزوزوم انسانی یافت نشده بود. با این حال، در سال ۲۰۱۰، به اثبات رسید که انسان دارای سه همولوگ Rrp44 بوده که دو مورد از آن‌ها را می‌توان با کمپلکس اگزوزوم مرتبط دانست. این دو پروتئین به احتمال زیاد سوبستراهای مختلف آران‌ای را به دلیل مکان‌یابی سلولی متفاوتشان تجزیه می‌کنند. این دو پروتئین هومولوگ یکی در سیتوپلاسم (DIS3L1) و دیگری در هسته (DIS3) قرار دارد.

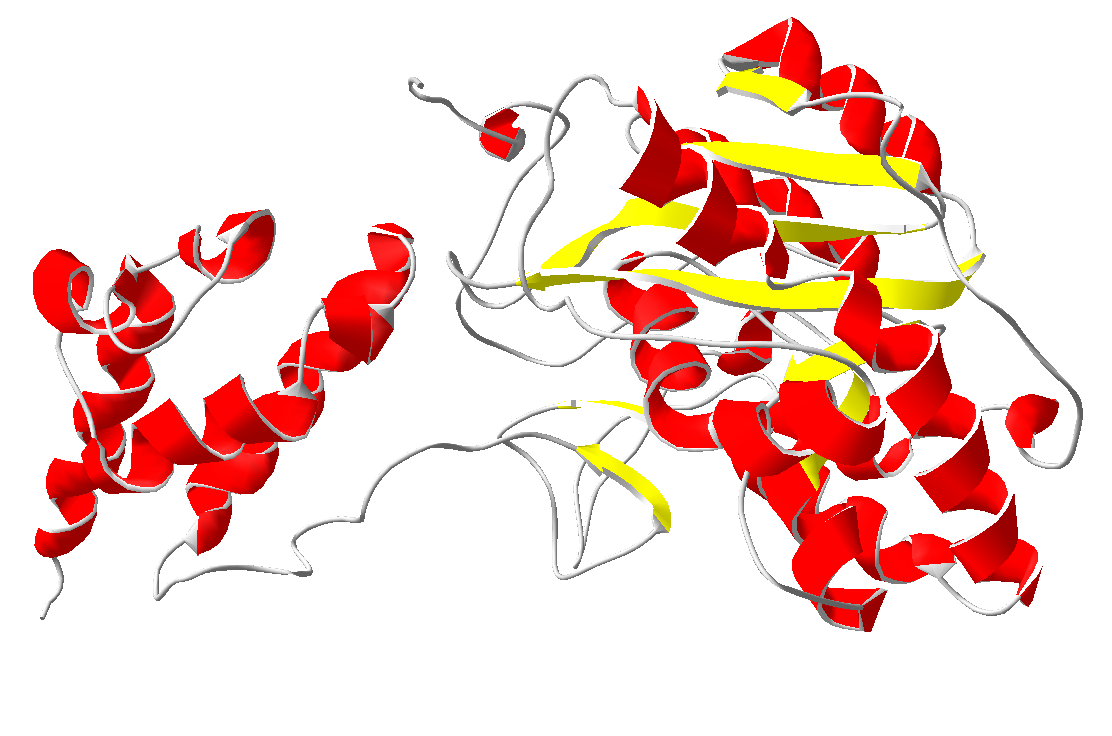
«نمای روبان» از ساختار جزئی زیرواحد اگزوزومی مخمر Rrp6، همراه با 2hbj، مارپیچ آلفا به رنگ قرمز و صفحات بتا به رنگ زرد.

دومین پروتئین مرتبط، Rrp6 (در مخمر) و PM/Scl-100 (در انسان) نام دارد. مانند Rrp44، این پروتئین یک اگزوریبونوکلئاز هیدرولیتیک است، اما به خانوادهٔ پروتئینی RNase D تعلق دارد. پروتئین PM/Scl-100 معمولاً بخشی از کمپلکس‌های اگزوزوم در هستهٔ سلول‌ها است، اما می‌تواند بخشی از کمپلکس اگزوزوم سیتوپلاسمی را نیز تشکیل دهد.

### پروتئین‌های تنظیم‌کننده
جدا از این دو زیرواحد پروتئینی محکم و به هم متصل، بسیاری از پروتئین‌ها با کمپلکس اگزوزوم در سیتوپلاسم و هسته سلول‌ها تعامل دارند. این پروتئین‌های مرتبط کم پایدار ممکن است فعالیت و ویژگی کمپلکس اگزوزوم را تنظیم کنند. در سیتوپلاسم، اگزوزوم با پروتئین‌های اتصال دهندهٔ عناصر غنی از آدنیلات-اوریدیلات (ARE)، مانند KRSP و TTP، تعامل می‌کند، که می‌تواند باعث افزایش تعداد یا جلوگیری از تخریب mRNAها شود. اگزوزوم هسته‌ای با پروتئین‌های متصل‌کنندهٔ آران‌ای (مانند MPP6/Mpp6 و C1D/Rrp47 در انسان/مخمر) که برای پردازش سوبستراهای خاص مورد نیاز است، مرتبط هستند.
علاوه بر تک‌پروتئین‌ها، مجتمع‌های پروتئینی دیگر با اگزوزوم تعامل دارند. یکی از آن‌ها، کمپلکس سیتوپلاسمی اِسکی است که شامل آران‌ای هلیکاز (Ski2) است و در تخریب mRNA نقش دارد. در هسته، پردازش آران‌ای ریبوزومی و آران‌ای کوچک هستکی (snoRNA) توسط اگزوزوم که واسطهٔ کمپلکس TRAMP و شامل فعالیت آران‌ای هلیکاز (Mtr4) و پلی‌آدنیلاسیون (Trf4) است، انجام می‌گیرد.

## عملکرد

### عملکرد آنزیمی

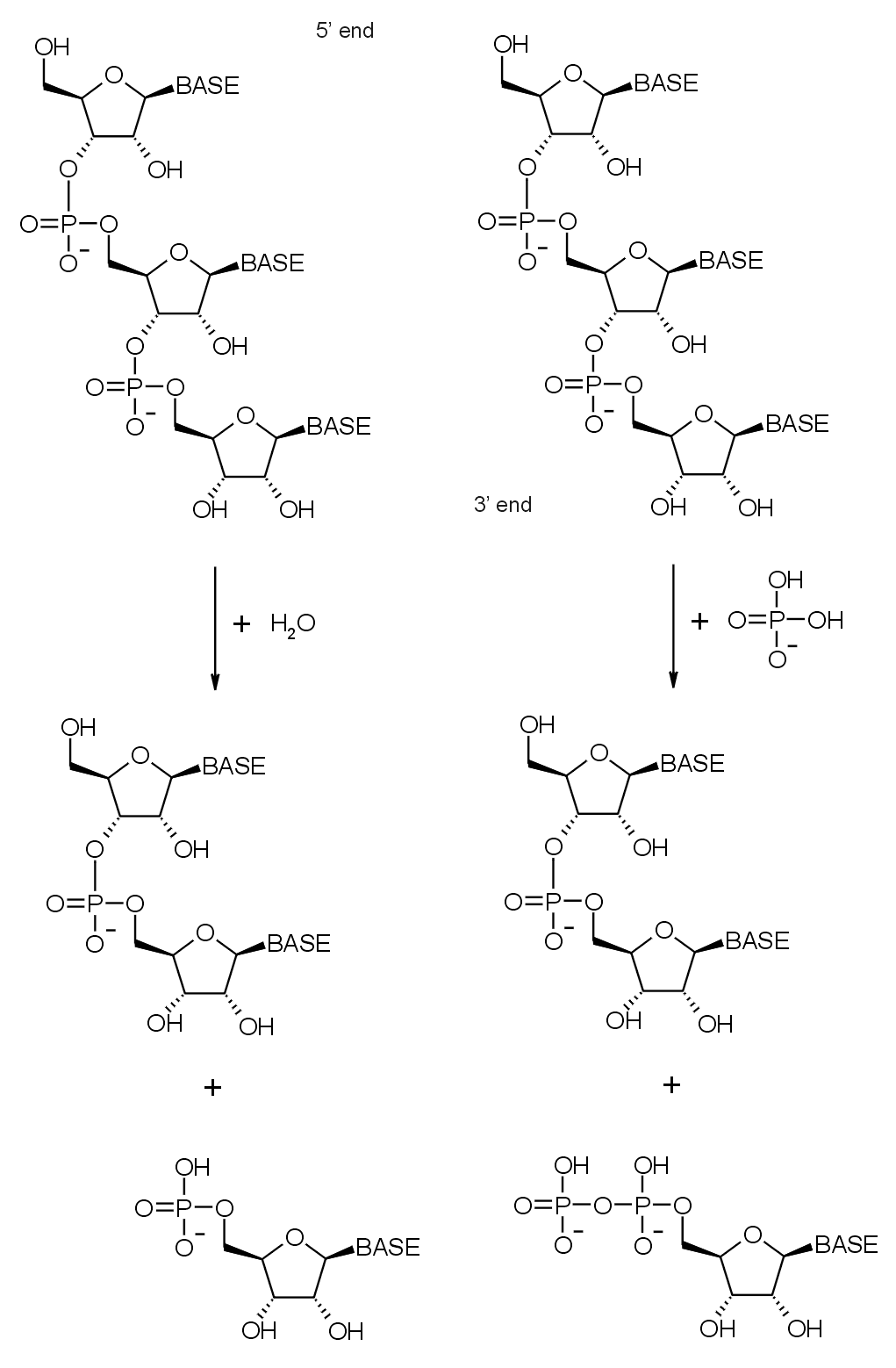
نمودارهای واکنش برای تجزیهٔ هیدرولیتیک (چپ) و فسفرولیتیک (راست) ۳' انتهایی آران‌ای.

همان‌طور که گفته شد، مجموعهٔ اگزوزوم حاوی پروتئین‌های زیادی با دامنه‌های ریبونوکلئاز است. ماهیت دقیق این دامنه‌های ریبونوکلئاز در طول فرگشت از کمپلکس‌های باکتریایی تا آرکی‌ها و یوکاریوت‌ها متغیر است و در طول تکامل فعالیت‌های مختلفی به‌دست آورده یا از دست داده‌اند. اگزوزوم در درجهٔ نخست، یک اگزوریبونوکلئاز '۳-'۵ است، به این معنی که مولکول‌های آران‌ای را از انتهای '۳ آن‌ها تجزیه می‌کند. اگزوریبونوکلئازهای موجود در مجموعه‌های اگزوزوم، یا فسفورولیتیک (پروتئین‌های ریبونوکلئاز پی‌اچ-مانند) یا در یوکاریوت‌ها، هیدرولیتیک هستند (پروتئین‌های دامنهٔ RNase R و RNase D). آنزیم‌های فسفرولیتیک از فسفات معدنی برای جدا کردن پیوندهای فُسفودی‌اِستر استفاده و دی‌فسفات‌های نوکلئوتیدی آزاد می‌کنند. آنزیم‌های هیدرولیتیک نیز از آب برای هیدرولیز این پیوندهای آزادکنندهٔ مُنوفسفات‌های نوکلئوتیدی بهره می‌برند.
در آرکی‌ها، زیرواحد Rrp41 مجموعه، یک اگزوریبونوکلئاز فسفرولیتیک است. سه نسخه از این پروتئین در حلقه ساختاری اگزوزوم وجود دارد و وظیفهٔ فعالیت کمپلکس را بر عهده دارد. در یوکاریوت‌ها، هیچ‌یک از زیرواحدهای PH RNase این فعالیت کاتالیزوری را حفظ نکرده‌اند، به این معنا که ساختار حلقه‌ای اصلی اگزوزوم انسانی، پروتئین فعال آنزیمی ندارد. با وجود از دست دادن فعالیت کاتالیزوری، ساختار اصلی اگزوزوم که در آرکی‌ها دیده می‌شود در به انسان نیز وجود دارد، این مسئله نشان می‌دهد این مجموعه در سلول‌ها از نقش حیاتی برخوردار است. در یوکاریوت‌ها، فقدان فعالیت فسفرولیتیک با حضور آنزیم‌های هیدرولیتیک، که مسئول فعالیت ریبونوکلئاز اگزوزوم در چنین جاندارانی هستند، جبران می‌شود.
همان‌طور که در بالا ذکر شد، پروتئین‌های هیدرولیتیک Rrp6 و Rrp44 با اگزوزوم در مخمر و در انسان مرتبط هستندـ علاوه بر Rrp6، دو پروتئین دیگر Dis3 و Dis3L1 نیز در تعیین موقعیت پروتئین مخمری Rrp44 نقش دارند. اگرچه در ابتدا تصور می‌شد که پروتئین‌های دامنهٔ S1 دارای فعالیت اگزوریبونوکلئاز هیدرولیتیک '۳-'۵ نیز هستند، وجود این فعالیت اخیراً مورد تردید قرار گرفته‌است و احتمال می‌رود این پروتئین تنها نقشی در اتصال سوبستراها پیش از تجزیهٔ آن‌ها توسط مجموعه اگزوزوم داشته باشند.

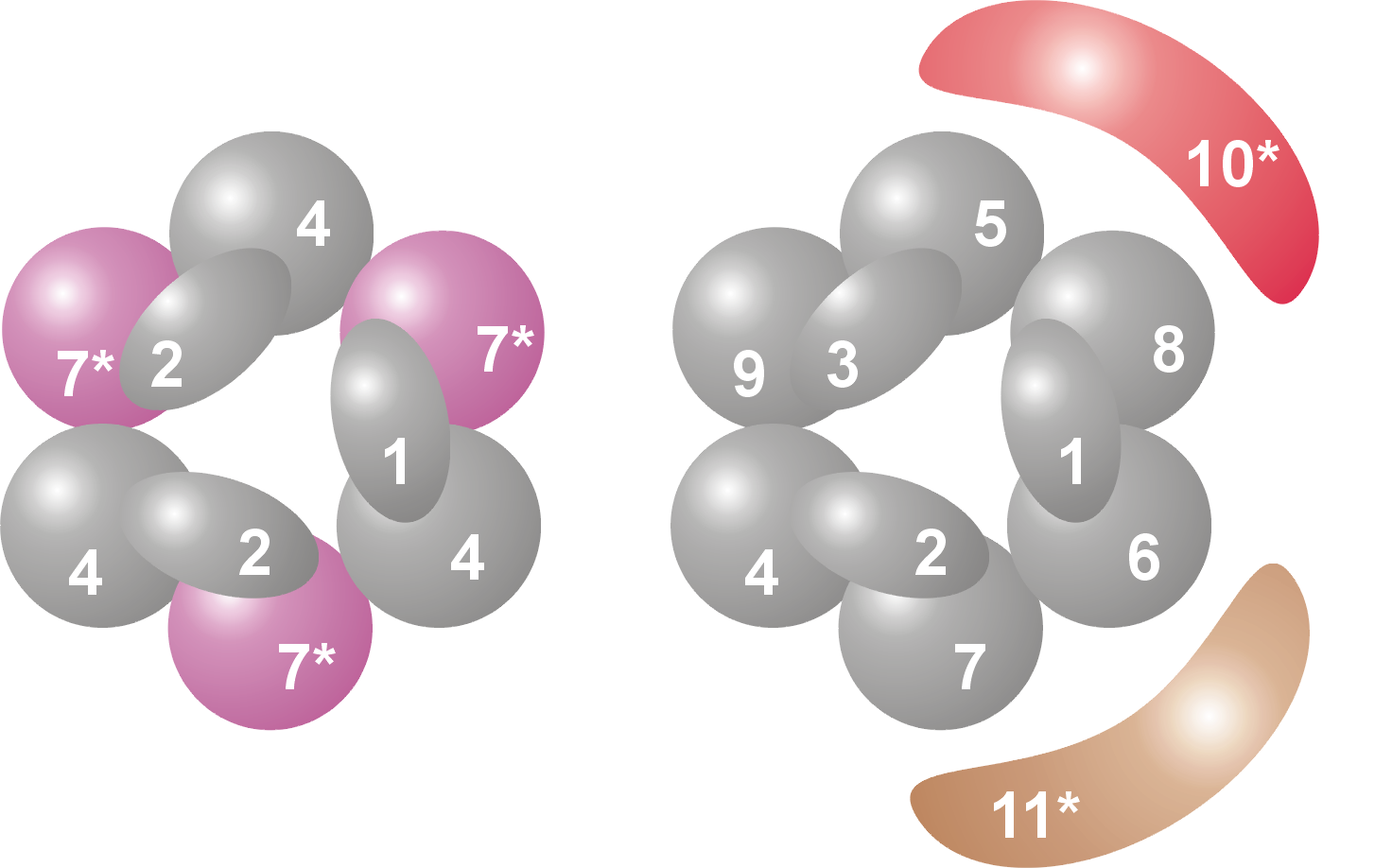
نمای شماتیک مجموعه‌های اگزوزوم آرکی‌ها (چپ) و یوکاریوتی (راست) به همراه رایج‌ترین پروتئین‌های مرتبط. زیرواحدهای دارای فعالیت کاتالیزوری، رنگی هستند و با ستاره مشخص شده‌اند.

### سوبستراها
اگزوزوم در تخریب و پیرایش انواع گسترده‌ای از گونه‌های آران‌ای (در هسته) نقش دارد. همچنین در سیتوپلاسم سلول‌ها، به تغییر مولکول‌های آران‌ای پیام‌رسان (mRNA) کمک می‌کند. این کمپلکس می‌تواند مولکول‌های mRNA را که به‌دلیل داشتن خطا ساختاری، برای تجزیه برچسب‌گذاری شده‌اند، تجزیه کند. mRNAها به‌عنوان بخشی از چرخه طبیعی خود به روشی جایگزین و تخریب می‌شوند. چندین پروتئین که مولکول‌های mRNA را از طریق اتصال به عناصر غنی از AU (آدنین و اوراسیل/آدنیلات-اوریدیلات) در ناحیهٔ ترجمه‌نشده ۳' تثبیت یا بی‌ثبات می‌کنند، با مجموعهٔ اگزوزوم تعامل دارند. در هسته، اگزوزوم برای پردازش صحیح چندین مولکول آران‌ای کوچک هسته‌ای مورد نیاز است. در نهایت، هستک محفظه‌ای است که بیشتر مجموعه‌های اگزوزوم در آن یافت می‌شوند. اگزوزوم‌ها در آنجا در پردازش آران‌ای ریبوزومی ۵٫۸اِس (نخستین عملکرد شناسایی‌شدهٔ اگزوزوم) و چندین آران‌ای کوچک هستکی نقش دارند.
اگرچه بیشتر سلول‌ها دارای آنزیم‌های دیگری هستند که می‌توانند آران‌ای را از انتهای ۳' یا ۵' تجزیه کنند، مجموعهٔ اگزوزوم برای بقای سلول ضروری است. هنگامی‌که بیان پروتئین‌های اگزوزوم به‌طور مصنوعی کاهش یافته یا متوقف می‌شود، (مثلاً به دلیل تداخل آران‌ای) سلول‌ها در نهایت می‌میرند. هر دو پروتئین اصلی مجموعهٔ اگزوزوم و همچنین دو پروتئین اصلی مرتبط، پروتئین‌های ضروری هستند. باکتری‌ها مجموعهٔ اگزوزومی ندارند. با این‌حال، عملکردهای مشابه توسط یک مجموعهٔ ساده‌تر انجام می‌شود که شامل پروتئینی با عملکرد پلی‌نوکلئوتید فسفریلاز (PNPase)، به‌نام دگرادوزوم است.

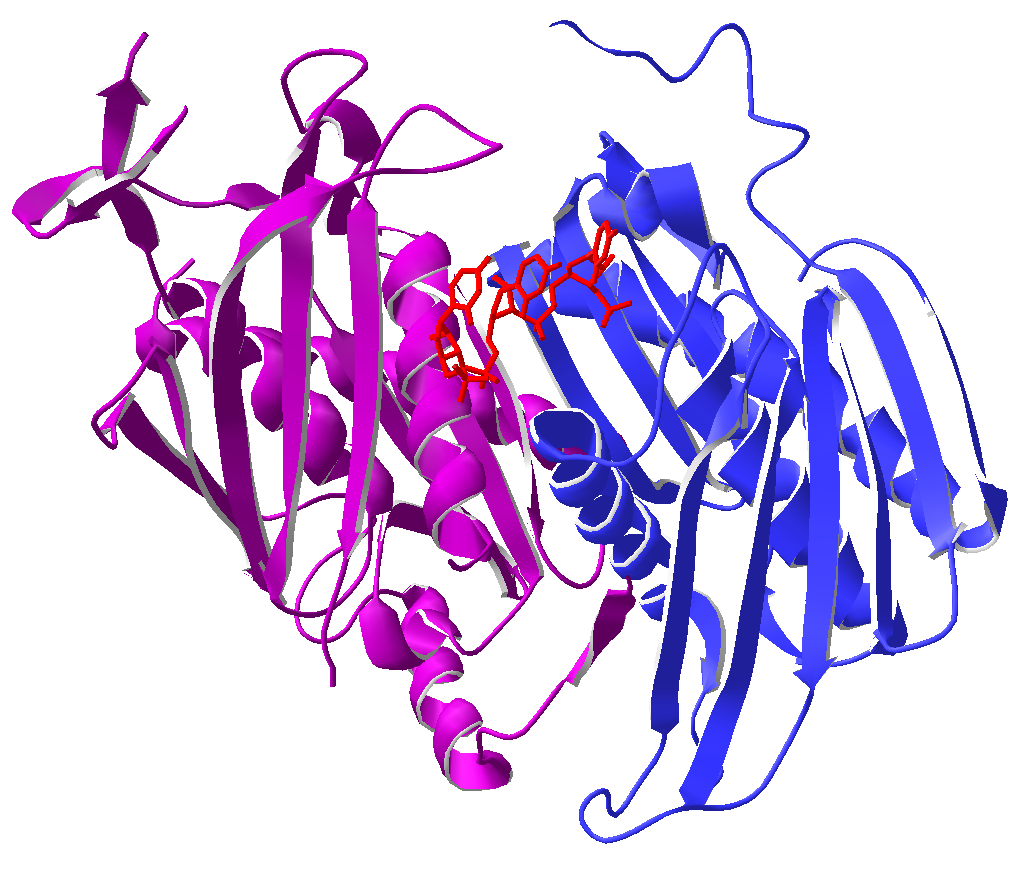
دو زیرواحد هسته‌ای اگزوزوم آرکی‌ها (Rrp41 و Rrp42)، متصل به یک مولکول آران‌ای کوچک (به رنگ قرمز).

اگزوزوم، یک مجموعهٔ کلیدی در کنترل کیفیت آران‌ای سلولی است. برخلاف پروکاریوت‌ها، یوکاریوت‌ها دارای سیستم‌های نظارتی آران‌ای بسیار فعال هستند که مجموعه‌های پروتئین–آران‌ای فرآوری‌نشده و پیرایش نشده (مانند ریبوزوم‌ها) را پیش از خروج از هسته تشخیص می‌دهند. فرض بر این است که این سیستم از تداخل مجموعه‌های نابه‌جا با فرآیندهای مهم سلولی مانند بیوسنتز پروتئین جلوگیری می‌کند.
علاوه بر پیرایش و تغییر آران‌ای و فعالیت‌های نظارتی، اگزوزوم برای تخریب رونوشت‌های ناپایدار کِرپتیک (CUTs)، که از بخش‌های مختلف در ژنوم مخمر تولید می‌شوند، مهم است. اهمیت این آران‌ای‌های ناپایدار و تخریب آن‌ها هنوز به صورت کامل بررسی نگردیده، اما گونه‌های مشابه آران‌ای در سلول‌های انسانی نیز شناسایی شده‌اند.

## بیماری‌ها

### خودایمنی
مجموعهٔ اگزوزوم هدف اتوآنتی‌بادی‌ها در بیماران مبتلا به بیماری‌های خودایمنی مختلف است. این اتوآنتی بادی‌ها عمدتاً در افراد مبتلا به سندرم همپوشانی PM/Scl یافت می‌شوند. این بیماری یک بیماری خودایمنی است که در آن بیماران علائمی از اسکلرودرمی و پلی‌میوزیت یا درماتومیوزیت دارند. اتوآنتی‌بادی‌ها را می‌توان در سرم بیماران با روش‌های مختلف تشخیص داد. در گذشته، متداول‌ترین روش‌های مورد استفاده، ایمونودیفیوژن مضاعف با استفاده از عصارهٔ تیموس گوساله، ایمونوفلورسانس روی سلول‌های HEp-2 یا رسوب ایمنی از عصارهٔ سلول‌های انسانی بود. در سنجش ایمونوپسیتیشن با سرم‌های ضداگزوزوم مثبت، مجموعه‌ای از پروتئین‌ها رسوب می‌کنند. سال‌ها پیش از شناسایی مجموعهٔ اگزوزوم، این الگو را مجموعهٔ PM/Scl می‌نامیدند. ایمونوفلورسانس با استفاده از سرم‌های این بیماران معمولاً یک رنگ‌آمیزی معمولی از هستک سلول‌ها را نشان می‌دهد؛ این موضوع، این احتمال را مطرح کرد که آنتی‌ژن شناسایی‌شده توسط اتوآنتی‌بادی‌ها ممکن است در سنتز ریبوزوم‌ها دارای اهمیت باشد. اخیراً، پروتئین‌های اگزوزوم نوترکیب در دسترس قرار گرفته‌اند و از این پروتئین‌ها برای توسعهٔ ایمنی‌سنجی خطی (LIAs) و سنجش‌های ایمونوسوربنت مرتبط با آنزیم (ELISAs) برای شناسایی این آنتی‌بادی‌ها استفاده شده‌اند.

### درمان سرطان
نشان داده شده‌است که اگزوزوم توسط آنتی‌متابولیت فلوروراسیل، دارویی که در شیمی‌درمانی سرطان استفاده می‌شود، مهار می‌شود. این دارو یکی از موفق‌ترین داروها برای درمان تومورهای جامد است. در مخمرهایی که با فلوئورواوراسیل تحت درمان قرار گرفته‌اند نقایصی در پردازش آران‌ای ریبوزومی مشاهده شد، این نقایص با مواردی که در هنگام مسدود شدن فعالیت اگزوزوم به کمک روش‌های زیست‌شناسی مولکولی انجام می‌گرفت، یکسان بود. عدم پردازش صحیح آران‌ای ریبوزومی برای سلول‌ها کُشنده است و اثر آنتی‌متابولیک دارو را توضیح می‌دهد.

### اختلالات عصبی
جهش در مولفهٔ ۳ اگزوزوم باعث بیماری نورون حرکتی نخاعی در نوزادان، آتروفی مخچه، میکروسفالی پیش‌رونده و تأخیر رشد گسترده می‌شود که با هایپوپلازی پونتوسربلار نوع 1B مرتبط است (PCH1B; MIM 614678).

## فهرست زیرواحدها
| زیرواحد | نام عمومی | دامنه‌ها   | انسان                 | مخمر (ساکارومایسس سرویزیه) | آرکی‌ها       | جرم مولکولی (kD) | ژن انسان    | ژن مخمر |
| ------- | --------- | --------- | --------------------- | -------------------------- | ------------ | ---------------- | ----------- | ------- |
| ۱       | Csl4      | S1 RBD    | hCsl4                 | Csl4p/Ski4p                | Csl4         | ۲۱–۳۲            | EXOSC1      | YNL232W |
| ۲       | Rrp4      | S1/KH RBD | hRrp4                 | Rrp4p                      | Rrp4         | ۲۸–۳۹            | EXOSC2      | YHR069C |
| ۳       | Rrp40     | S1/KH RBD | hRrp40                | Rrp40p                     | (Rrp4) A     | ۲۷–۳۲            | EXOSC3      | YOL142W |
| ۴       | Rrp41     | RNase PH  | hRrp41                | Rrp41p/Ski6p               | Rrp41 C      | ۲۶–۲۸            | EXOSC4      | YGR195W |
| ۵       | Rrp46     | RNase PH  | hRrp46                | Rrp46p                     | (Rrp41) A, C | ۲۵–۲۸            | EXOSC5      | YGR095C |
| ۶       | Mtr3      | RNase PH  | hMtr3                 | Mtr3p                      | (Rrp41) A, C | ۲۴–۳۷            | EXOSC6      | YGR158C |
| ۷       | Rrp42     | RNase PH  | hRrp42                | Rrp42p                     | Rrp42        | ۲۹–۳۲            | EXOSC7      | YDL111C |
| ۸       | Rrp43     | RNase PH  | OIP2                  | Rrp43p                     | (Rrp42) A    | ۳۰–۴۴            | EXOSC8      | YCR035C |
| ۹       | Rrp45     | RNase PH  | PM/Scl-75             | Rrp45p                     | (Rrp42) A    | ۳۴–۴۹            | EXOSC9      | YDR280W |
| ۱۰      | Rrp6      | RNase D   | PM/Scl-100 C          | Rrp6p C                    | n/a          | ۸۴–۱۰۰           | EXOSC10     | YOR001W |
| ۱۱      | Rrp44     | RNase R   | Dis3 B, C Dis3L1 B, C | Rrp44p/Dis3p C             | n/a          | ۱۰۵–۱۱۳          | DIS3 DIS3L1 | YOL021C |

- A در آرکی‌ها چندین پروتئین اگزوزوم در چندین نسخه وجود دارد تا هستهٔ کامل مجموعهٔ اگزوزوم را تشکیل دهد.
- B در انسان، دو پروتئین مختلف را می‌توان در این موقعیت مرتبط دانست. در سیتوپلاسم سلول‌ها، Dis3L1 با اگزوزوم مرتبط است، در حالی‌که در هسته، Dis3 می‌تواند به کمپلکس هسته متصل شود.
- C به فعالیت ریبونوکلئولیتیک کمپلکس کمک می‌کند.

## مطالعهٔ بیشتر
- Schilders, G; Pruijn, GJ (2008). "Chapter 11 Biochemical Studies of the Mammalian Exosome with Intact Cells". RNA Turnover in Eukaryotes: Nucleases, Pathways and Analysis of mRNA Decay. Methods Enzymol. Methods in Enzymology. Vol. 448. pp. 211–226. doi:10.1016/S0076-6879(08)02611-6. ISBN 978-0-12-374378-7. PMID 19111178.
- Houseley, J; Tollervey, D (2008). "The nuclear RNA surveillance machinery: the link between ncRNAs and genome structure in budding yeast?". Biochim Biophys Acta. 1779 (4): 239–246. doi:10.1016/j.bbagrm.2007.12.008. PMID 18211833.
- Vanacova, S; Stefl, R (2007). "The exosome and RNA quality control in the nucleus". EMBO Reports. 8 (7): 651–657. doi:10.1038/sj.embor.7401005. PMC 1905902. PMID 17603538.
- Büttner, K; Wenig, K; Hopfner, KP (2006). "The exosome: a macromolecular cage for controlled RNA degradation". Molecular Microbiology. 61 (6): 1372–1379. CiteSeerX 10.1.1.232.6756. doi:10.1111/j.1365-2958.2006.05331.x. PMID 16968219. S2CID 6872855.
- Lorentzen, E; Conti, E (2006). "The Exosome and the Proteasome: Nano-Compartments for Degradation". Cell. 125 (4): 651–654. doi:10.1016/j.cell.2006.05.002. PMID 16713559.
- Pruijn, GJ (2005). "Doughnuts dealing with RNA". Nature Structural & Molecular Biology. 12 (7): 562–564. doi:10.1038/nsmb0705-562. PMID 15999107. S2CID 43218090.